# Il mezzo re
Il Mezzo Re è il primo romanzo della trilogia fantasy "Il Mare Infranto" dello scrittore inglese Joe Abercrombie. Narra delle vicende di Yarvi, erede al trono del Gettland, nato con una deformazione alla mano che lo condanna a un'infanzia di derisione ed emarginazione in una famiglia di celebri guerrieri di un regno in continua guerra.
Le scarse qualità di combattente dimostrate da Yarvi faranno sì che il giovane si dedichi all'apprendimento dell'arte del Ministrante sotto la guida di Madre Gundring, per una vita più consona ai propri talenti. Gli eventi porteranno il futuro ministrante sul trono, a fare le veci del "Mezzo Re", per scoprire che poi l'arte del combattimento non è che solo uno dei talenti necessari a conquistare e mantenere il più alto degli scranni. Soprattutto quando si ha una mano deforme.

## La trilogia
1. Il Mezzo Re (Half a King) - in Italia, Mondadori 2014.
2. Il Mezzo Mondo (Half a World) - in italia dal 17 marzo 2015 - Mondadori
3. La Mezza Guerra (Half a War) - in italia dal 8 settembre 2015 - Mondadori

## Ambientazione
Il Mezzo Re è ambientato in un mondo fantasy caratterizzato da diversi regni situati intorno al Mare Infranto, da cui prende il nome la trilogia. Il protagonista nasce nel Gettland a Ovest del mare infranto, subito a sud del regno antagonista Vasterland.
Il mare è un elemento centrale della trama e lunghe parti del romanzo sono in esso ambientate. Lo stesso Yarvi, fin dall'inizio, per diventare Ministrante dovrebbe attraversare il mare fino a Skeken. Le guerre vengono descritte come un susseguirsi di scorrerie corsare che caratterizzano il primo frangente della storia. Il protagonista passa una parte consistente delle sue peripezie proprio su una nave e uno dei personaggi principali quali Shadikshirram è una mercantessa che attraversa il Mare Infranto.
Le guerre e le dispute avvengono come in un romanzo medievale, con armi che non impiegano polvere da sparo. Abbondano invece archi, spade, asce e scudi.

### Recensioni
"Joe Abercrombie ce l'ha fatta di nuovo. Il Mezzo Re si legge tutto d'un fiato: una storia dal ritmo avvincente che racconta di tradimento e vendetta, un libro che mi ha catturato fin dalla prima pagina e non mi ha più lasciato andare." George R.R. Martin
"Il suo scopo è quello di trascinare il fantasy, anche scalciando e urlando, nel XXI secolo." The Guardian